# San Pier Damiani
San Pier Damiani, även benämnd San Pier Damiani ai Monti di San Paolo, är en kyrkobyggnad och diakonia i Rom, helgad åt den helige Petrus Damiani. Kyrkan är belägen vid Piazza San Pier Damiani i zonen Acilia Sud och tillhör församlingen San Pier Damiani.

## Historia
Kyrkan uppfördes efter ritningar av arkitekten Attilio Spaccarelli och konsekrerades år 1970. Kyrkan visade sig senare vara byggnadstekniskt undermålig och en genomgripande ombyggnad företogs under ledning av arkitekten Roberto Panella; den nya kyrkan konsekrerades år 2002.

## Diakonia
Kyrkan stiftades som diakonia med titeln San Pier Damiani ai Monti di San Paolo av påve Paulus VI år 1973.
Kardinaldiakoner
- Pietro Palazzini: 1973–1974
- Vakant: 1974–2003
- Gustaaf Joos: 2003–2004
- Agostino Vallini: 2006–2009, titulus pro hac vice: 2009–

## Kommunikationer
- Järnvägsstationen Casal Bernocchi-Centro Giano på linjen Roma-Lido